# Five-O
«Five-O» es el sexto episodio de la primera temporada de la serie de televisión estadounidense de AMC Better Call Saul, la serie derivada de Breaking Bad. El episodio se emitió el 9 de marzo de 2015 en AMC en Estados Unidos. Fue escrito por Gordon Smith, y dirigido por Adam Bernstein. Fuera de Estados Unidos, se estrenó en el servicio de streaming Netflix en varios países.
El episodio recibió aclamación de los críticos, y la actuación de Jonathan Banks fue elogiada.

## Trama

### Introducción
En una analepsis, Mike llega en tren al Centro de Transporte Alvarado de Albuquerque. Después de volver a vendar una herida de bala en el hombro, se encuentra con su nuera, Stacey (la mujer que vio anteriormente fuera de su casa), y su hija, Kaylee. Stacey y Mike discuten brevemente la muerte de Matt, el hijo de Mike y el esposo de Stacey. Stacey pregunta si Matt podría haber estado involucrado en algo ilegal, en función de su comportamiento durante su último encuentro, pero Mike ignora sus preocupaciones. Después de la reunión, le pregunta a un taxista sobre «qué tan bien» conoce el vecindario, y luego se ve que un veterinario local, el Dr. Caldera, trata su herida en el hombro y le pregunta si Mike podría estar interesado en algún «trabajo», que Mike rechaza.

### Historia principal
Los policías que se encontraron con Mike en su casa son de Filadelfia. Los detectives Sanders (a quien Mike conoce) y Abbasi intentan interrogar a Mike, quien solicita un abogado y les da la tarjeta de Jimmy. Mike le pide a Jimmy que «accidentalmente» derrame su café sobre Abbasi para que pueda robar su cuaderno e investigar cuánto sabe la policía sobre él, pero Jimmy se niega. En el interrogatorio, los detectives explican que están investigando la muerte del hijo de Mike, Matt, un policía novato que fue emboscado y asesinado cuando respondía a una llamada de disparos. Además, los socios de Matt, Troy Hoffman y Jack Fenske, fueron asesinados a tiros en una emboscada similar seis meses después. Los detectives saben que Hoffman y Fenske eran corruptos, y sospechan que Mike los mató ya que salió de Filadelfia poco después de sus muertes. Jimmy se mueve para terminar el interrogatorio y derrama su café sobre Abbasi. Mike pretende ayudar a Abbasi a limpiar su chaqueta y roba el cuaderno del bolsillo de su pecho.
En casa, Mike descubre del cuaderno que Stacey convocó a los detectives a Albuquerque. Ella le dice a Mike que después de llegar a Albuquerque, descubrió varios miles de dólares estadounidenses escondidos en el revestimiento de una de sus maletas. Decidió informarlo, esperando que condujera a la identificación del asesino de Matt. Ella sugiere que cree que Matt podría haber sido corrupto, lo que enoja a Mike.
En una analepsis a Filadelfia, Mike irrumpe en un automóvil policial estacionado afuera de un bar. Luego entra al bar, y después de unos tragos, se enfrenta a Fenske y Hoffman, diciéndoles «sé que fueron ustedes». Unas horas más tarde, Mike es el último cliente a la hora de cierre y anuncia al cantinero que planea mudarse a Albuquerque. Mientras se tambalea hacia su casa, Fenske y Hoffman conducen en su patrulla, le ofrecen un aventón y lo ayudan a subir al asiento trasero. Le quitan la pistola y le preguntan a qué se refería cuando les habló antes. Aparentemente todavía borracho, Mike les dice que sabe que mataron a Matt. Conducen a una fábrica abandonada. Fenske y Hoffman planean matar a Mike y hacer que parezca un suicidio, pero Mike revela que no está realmente borracho. Fenske intenta dispararle, pero el arma que Fenske le quitó a Mike está vacía. Mike le dispara a Fenske tres veces con la pistola que escondió en el asiento trasero y recuperó mientras simulaba estar borracho. Hoffman intenta sacar su pistola, pero el disparo de Mike lo golpea en la cabeza. Fenske luego saca su pistola de servicio y dispara dos veces, con una ronda golpeando a Mike en el hombro izquierdo. Mike devuelve el fuego y dispara a Fenske en el cuello. Fenske intenta arrastrarse, pero Mike pisa su pierna para voltear a Fenske. Fenske levanta una mano como para rogar por su vida, pero Mike lo mata con un tiro en la cabeza. Mike toma su arma descargada y se va, preparándose para partir hacia Albuquerque.
En Albuquerque, Mike admite a Stacey que la corrupción era rampante en el recinto de Matt, incluyendo al propio Mike. Cuando Hoffman comenzó a aceptar sobornos de una pandilla, ofreció meter a Matt. Matt pidió el consejo de Mike, y Mike sugirió que no tomar el dinero lo marcaría como un delator, lo que podría ponerlo en peligro a él y a su familia, por lo que sería mejor acéptalo. Mike admitió ante Matt que participó en la corrupción, dejando a Matt molesto porque el padre al que admiraba es un criminal. Matt finalmente aceptó el dinero, pero no gastó nada, sin embargo, Hoffman y Fenske lo asesinaron de todos modos porque su vacilación antes de aceptarlo les hizo temer que los entregaría más tarde. Mike está atormentado por corromper a Matt por nada, diciendo entre lágrimas de angustia «¡Rompí a mi hijo!». Stacey pregunta quién mató a Hoffman y Fenske, y Mike dice «Sabes lo que pasó. La pregunta es: ¿puedes vivir con eso?».

## Producción
El guion fue el primer guion de televisión escrito por Gordon Smith, quien anteriormente fue asistente de escritor en Breaking Bad. Fue dirigido por Adam Bernstein, quien dirigió varios episodios de Breaking Bad.

## Recepción

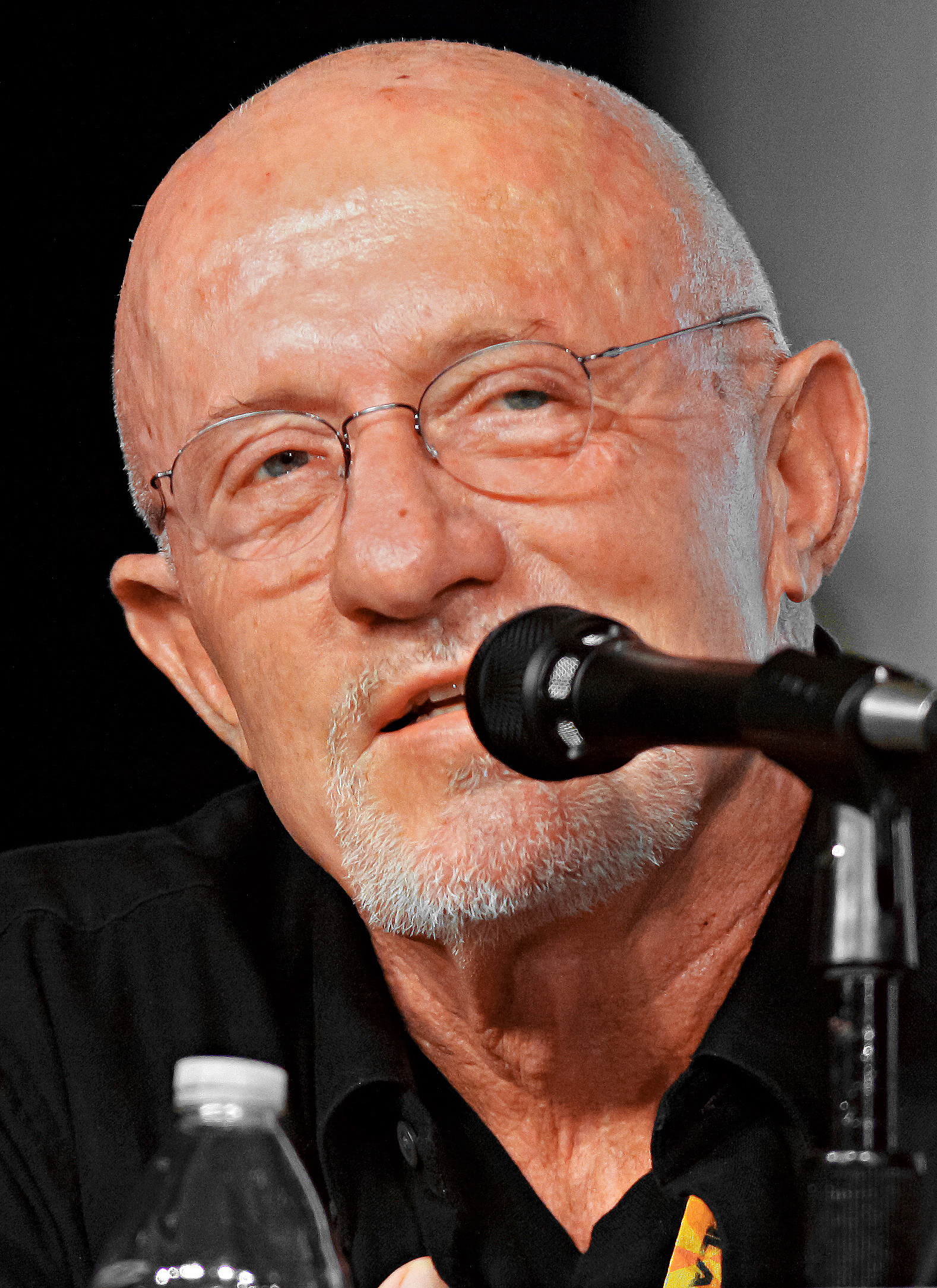
Jonathan Banks recibió aclamación de la crítica por su actuación en el episodio, que le valió una nominación a un Premio Primetime Emmy.

Al emitirse, el episodio recibió 2,57 millones de espectadores en Estados Unidos, y una audiencia de 1,3 millones entre adultos de 18 a 49 años.
El episodio recibió una aclamación casi universal, con elogios unánimes por la actuación de Jonathan Banks, que algunos críticos consideraron merecedora de un premio. En el sitio web Rotten Tomatoes, basado en 20 reseñas, recibió una calificación de aprobación del 100% con un puntaje promedio de 8,8 de 10. El consenso del sitio dice: «En un alejamiento de la narrativa existente de Better Call Saul, «Five-O» proporciona historia de fondo esencial para el personaje Mike, presentada en una emocionante y merecedora de premios actuación de Jonathan Banks».
Roth Cornet de IGN le dio una puntuación de 9,7 de 10, elogiando la actuación de Jonathan Banks, el ritmo del episodio y las historias entrelazadas, así como la escena final del episodio. Concluyó: «Better Call Saul continúa ofreciendo lo mejor de lo que la televisión tiene para ofrecer, ya que tanto los que están familiarizados con Breaking Bad como los nuevos televidentes recibieron una mirada devastadora del trágico pasado de Mike». Tim Surette de TV.com también elogió la actuación de Banks, y escribió que es digno de un Emmy, calificándolo como «uno de los mejores episodios hasta la fecha del mejor programa nuevo hasta la fecha de 2015».
«Five-O» recibió tres nominaciones a los Premios Primetime Emmy. Jonathan Banks fue nominado a Mejor actor de reparto en una serie dramática, Gordon Smith fue nominado a Mejor guion en una serie dramática, y Kelley Dixon fue nominada a Mejor montaje monocámara en una serie dramática. Cuando Peter Dinklage ganó como mejor actor de reparto, elogió a los otros nominados y señaló a Banks por su nombre.